# Seitheben

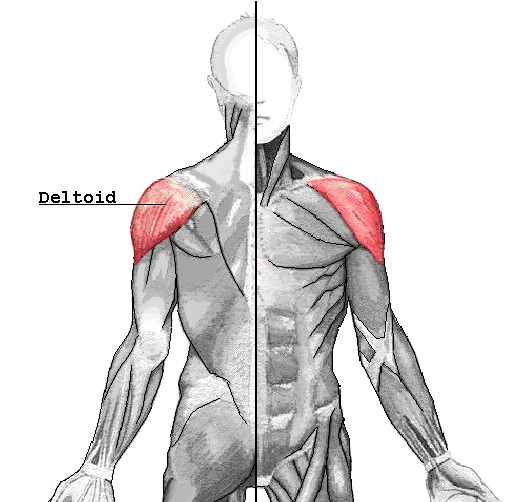
Das Seitheben zielt primär auf die Kräftigung des Deltamuskels.

Seitheben ist eine Übung beim Krafttraining, die auch im Bereich des Bodybuilding zum Einsatz kommt. Trainingserfahrung und EMG-Analysen belegen die besondere Effektivität dieser Übung für die Kräftigung des seitlichen Anteils der Schultermuskulatur bei korrekter Übungsausführung.

## Belastete Muskeln
Wie bereits erwähnt, dient die Übung primär der Stärkung des seitlichen Anteils des Deltamuskels. Daneben werden auch der vordere und hintere Anteil des Deltamuskels sowie die hinteren Anteile des Supraspinatus; Trapezius und Serratus trainiert.
Außerdem sind an der Übungsausführung stets weitere, sogenannte sekundäre Muskelgruppen und -anteile beteiligt, deren Aktivierungsgrad sich durch leichte Variationen der Übung steuern lässt.
Ein leichtes Vorbeugen des Oberkörpers erhöht beispielsweise die Involvierung des hinteren Anteils und verringert gleichzeitig die Aktivierung des vorderen Anteils des Deltamuskels.

## Varianten
Im Folgenden die drei gängigen Varianten des Seithebens und deren Vor- und Nachteile:
- Kurzhanteln: Mit Kurzhanteln lassen sich meist größere Gewichte bewegen, als bei einer Ausführung am Seilzug. Gerade Trainingsanfänger laufen aber Gefahr „abzufälschen“, indem sie die Hanteln aus der Ausgangsposition nach oben schleudern.
- Seilzug: Anders als bei der Ausführung mit Kurzhanteln ist beim Seilzug das Gewicht, gegen das der Muskel arbeiten muss, in Ausgangs- und Endposition nahezu identisch und nicht – wie bei den Kurzhanteln – vom Winkel zwischen Oberkörper und Arm abhängig. Dadurch lässt sich eine konstantere Muskelspannung aufbauen, was die Effektivität der Übung gegenüber einer unsauberen Ausführung mit Kurzhanteln steigert.
- Seitheben an der Maschine: Die in einigen Fitnessstudios anzutreffenden Maschinen simulieren in aller Regel den Bewegungsablauf der Variante mit Kurzhanteln. Sinnvoll konstruierte Maschinen haben meist Armpolster, die der Trainierende mit dem Ellbogen nach oben drücken muss. Dadurch erzwingen sie die auch unter Bewegungsablauf betonte Innenrotation des Schultergelenks und erhöhen damit den gewünschten Fokus auf den äußeren Anteil des Deltamuskels.

Die optionale Verwendung einer Schrägbank bei der Ausführung mit Kurzhanteln oder am Seil-/Kabelzug dient der Fixierung des Körpers und verhindert ein Schwungholen aus den Beinen heraus, das sonst die Effektivität für die eigentliche Zielmuskulatur stark herabsetzt.

## Ausführung
Für die Ausführung der Übung mit Kurzhanteln oder am Seilzug gilt folgendes:
- Ausgangsposition
  - Schulterbreiter Stand (Beine leicht gebeugt ~2–5°) oder sitzend auf der Schrägbank (Winkel > 60°)
  - Arme bei leicht gebeugtem Ellbogen (<15°) senkrecht zum Boden
  - Schultergürtel angespannt (Muskelspannung während der gesamten Übungsausführung anhalten)
  - Kurzhanteln/Seil im Ristgriff (Handinnenflächen zeigen zum Körper hin) in einer Linie mit dem Körper

- Bewegungsablauf
  - Arme aus den Schultern heraus heben, bis Ellbogen auf Höhe des Schultergelenks
  - Nicht mit Schwung arbeiten
  - Auf das Heben des Ellenbogens (nicht der Hände) konzentrieren
  - Volle Muskelkontraktion am obersten Punkt erreichen
  - Arme langsam absenken bis Winkel zwischen Körper und Armen max. 15 % (Muskelspannung halten)
  - Bewegung von neuem beginnen
- Weitere Anmerkungen zur Übungsausführung
  - Die Innenrotation sorgt dafür, dass die Belastung primär auf dem Zielmuskel, dem äußeren Anteil des Deltamuskels, liegt
  - Ausführung auf einer Schrägbank involviert den vorderen, eine leicht vorgebeugte Ausführung den hinteren Anteil des Deltamuskels stärker.
  - Je stärker die Beugung des Ellenbogens, desto geringer die Effektivität der Übung[2]
  - Das Ausführen von Teilwiederholungen am höchsten Punkt der Übungsausführung erhöht die Effektivität der Übung signifikant[1]
  - Die Übung kann auch unilateral durchgeführt werden, dabei ist aber auf eine gute Fixierung des Körpers zu achten.

## Ähnliche und verwandte Übungen
Beim Seitheben handelt es sich um eine effektive Übung für den seitlichen Anteil des Deltamuskels.
Weitere Übungen, die den seitlichen Deltamuskel primär belasten sind:
- Frontziehen mit der Langhantel (Upright-Row)
- Frontheben mit Kurzhanteln

Insbesondere Frontheben hat den Vorteil, dass bei höherer Intensität die Belastung direkt auf den Deltamuskel wirkt. Beim Seitheben muss die Belastung von den Handgelenken getragen werden, was bei hoher Intensität auch zu Problemen führen kann. Weiterer Vorteil beim Frontheben ist, dass es eine mehrgelenkige Übung ist.
Sekundär wird der seitliche Deltamuskel belastet bei:
- Reverse Flys mit Kurzhanteln oder am Seil-/Kabelzug
- Front-/Nackendrücken mit Lang- oder Kurzhanteln
- Fliegende Bewegung